# Stupida libertà
Stupida libertà è un singolo del cantautore italiano Luigi Strangis, pubblicato il 24 novembre 2023 con doppia etichetta 21co e Artist First.

## Descrizione
Il brano, scritto dallo stesso cantautore con Marco De Cesaris e Pietro Paroletti, è prodotto da Sakana.

## Video musicale
Il video musicale, diretto da Mario Crocetta, è stato pubblicato il 28 novembre 2023 attraverso il canale YouTube del cantautore.

## Tracce
Testi e musiche di Luigi Strangis, Marco De Cesaris, Pietro Paroletti.
1. Stupida libertà – 3:12